# Серкі
Серкі (пол. Sierki) — село в Польщі, у гміні Тикоцин Білостоцького повіту Підляського воєводства.
Населення — 309 осіб (2011).
У 1975-1998 роках село належало до Білостоцького воєводства.

## Демографія
Демографічна структура станом на 31 березня 2011 року:
|          | Загалом | Допрацездатний вік | Працездатний вік | Постпрацездатний вік |
| -------- | ------- | ------------------ | ---------------- | -------------------- |
| Чоловіки | 154     | 35                 | 98               | 21                   |
| Жінки    | 155     | 34                 | 91               | 30                   |
| Разом    | 309     | 69                 | 189              | 51                   |